# AMC Spirit
AMC Spirit – samochód osobowy klasy kompaktowej produkowany pod amerykańską marką AMC w latach 1978–1983.

## Historia i opis modelu

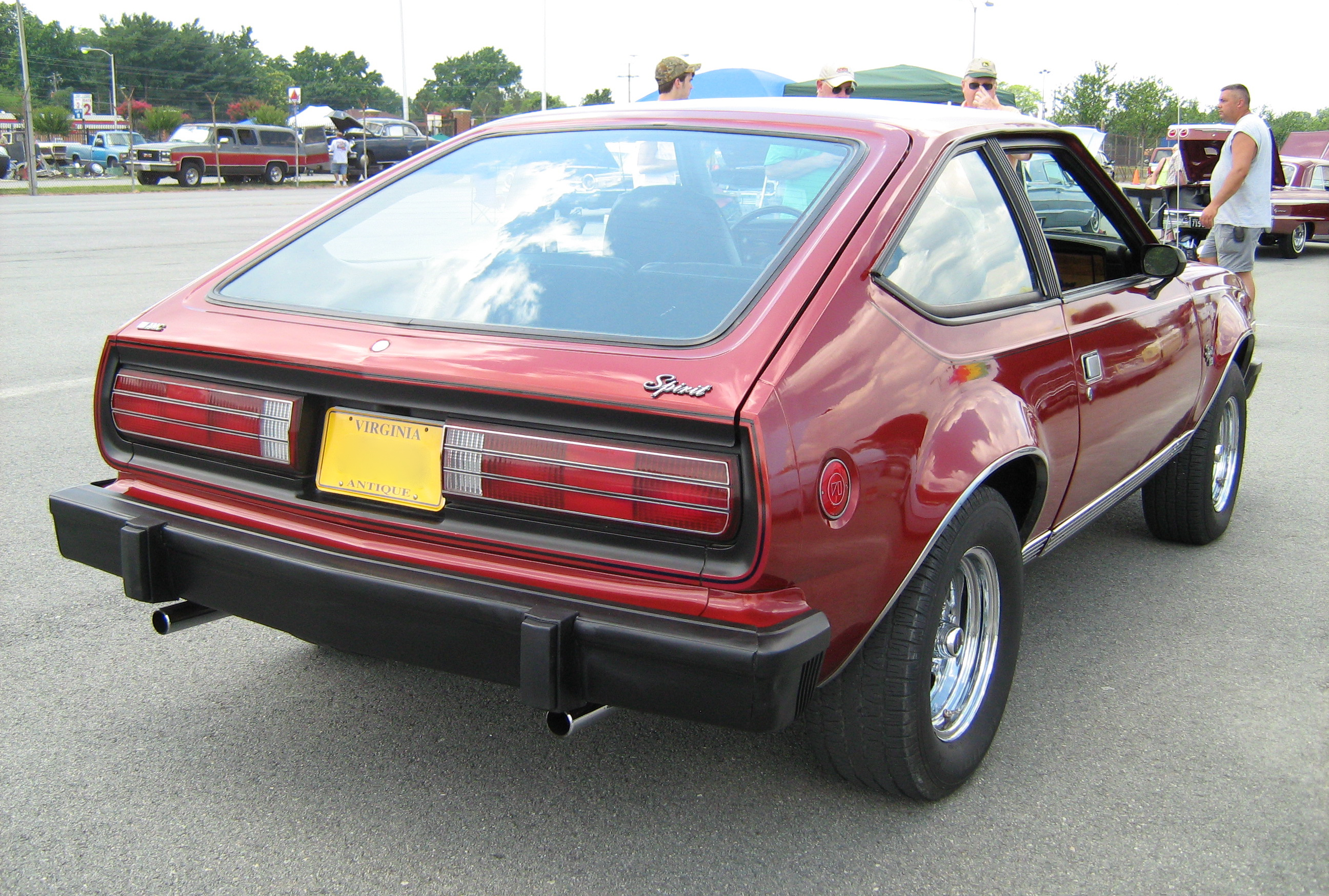
AMC Spirit - tył

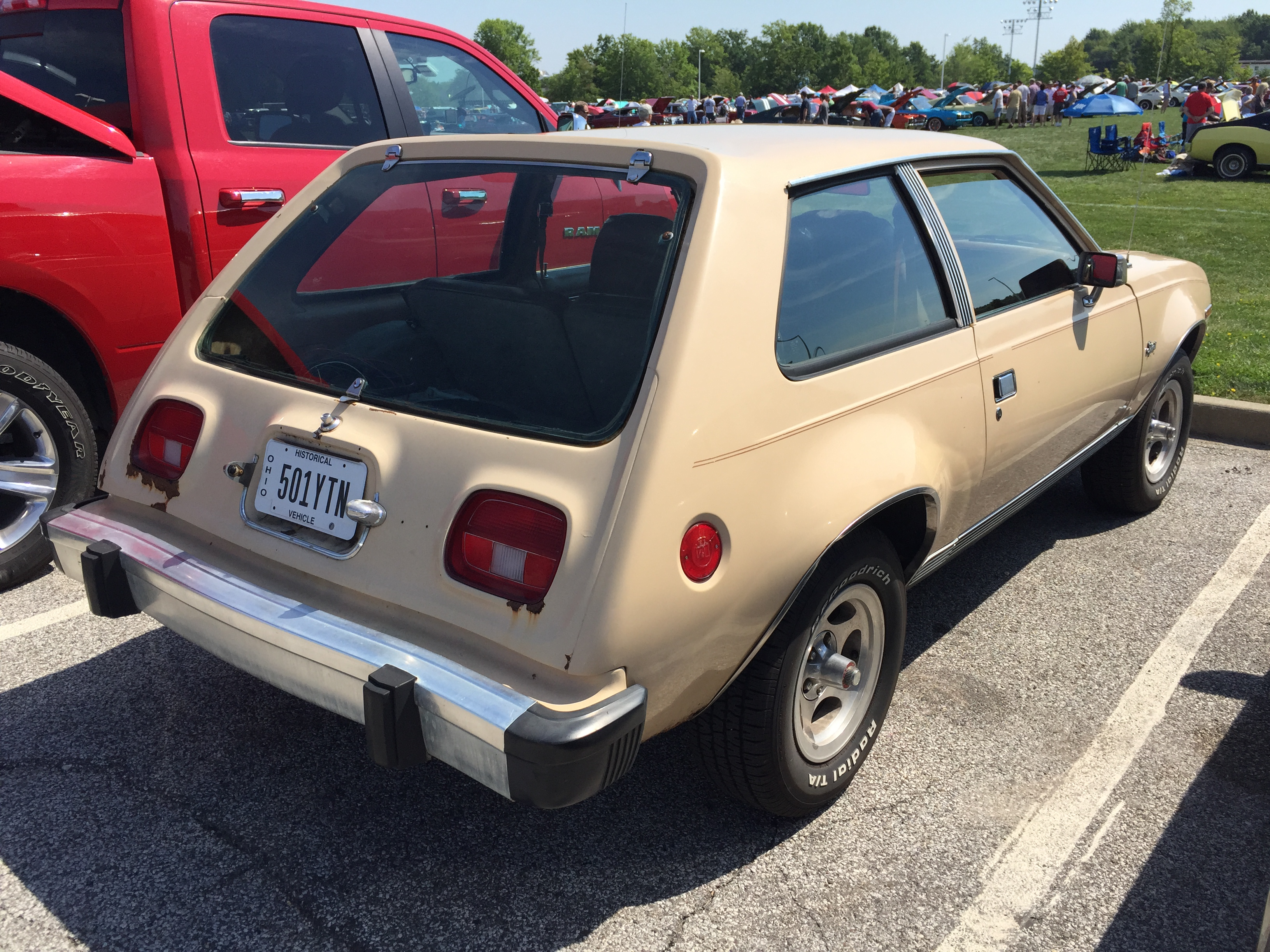
AMC Spirit Hatchback

AMC Spirit trafił na rynek na przełomie 1978 i 1979 roku jako nowy, niewielki model zastępujący równolegle hatchbacki Gremlin oraz Pacer.
Samochód powstał na zmodernizowanej platformie pierwszego z poprzedników AMC Junior Cars, wyróżniając się nowym kierunkiem stylistycznym producenta znanym także z pokrewnych konstrukcji Concord i Eagle. W ten sposób, pas przedni utrzymany został w kanciastych kształtach, na czele z atrapą chłodnicy i reflektorami.
Poza 3-drzwiowym hatchbackiem nawiązującym stylistycznie do modelu Gremlin, gama nadwoziowa została poszerzona także o 3-drzwiowy wariant liftback z gwałtownie ściętą tylną częścią nadwozia.

### Koniec produkcji i następca
Był to ostatni kompaktowy model produkowany przez American Motors pod marką AMC - w 1982 roku zakończyła się produkcja Spirita na rzecz Renault Alliance, które produkowane było w zakładach koncernu w Kenoshy w ramach kooperacji z francuskim koncernem.

### Silniki
- L4 2.0l
- L4 2.5l
- L6 3.8l
- L6 4.2l
- V8 5.0l

### Dane techniczne (R4 2.5)
- R4 2,5 l (2475 cm³), 2 zawory na cylinder, OHV
- Układ zasilania: gaźnik
- Średnica cylindra × skok tłoka: 101,60 mm × 76,20 mm
- Stopień sprężania: 8,3:1
- Moc maksymalna: 83 KM (61 kW) przy 3800 obr./min
- Maksymalny moment obrotowy: 170 N•m przy 2600 obr./min
- Prędkość maksymalna: 136 km/h